# 谢姆齐农村居民点
谢姆齐农村居民点（俄语：Семецкое сельское поселение）是俄罗斯联邦布良斯克州波切普区所属的一个农村居民点。其下辖有11个居民点，行政中心为谢姆齐。据2015年统计，该农村居民点的人口为1293人。